# Corinne Niogret
Corinne Mireille Dominique Niogret (ur. 20 listopada 1972 w Nantui) – francuska biathlonistka, dwukrotna medalistka olimpijska i wielokrotna medalistka mistrzostw świata.

## Kariera
W Pucharze Świata zadebiutowała 14 grudnia 1989 roku w Obertilliach, zajmując 37. miejsce w biegu indywidualnym. Pierwsze punkty (w sezonach 1984/1985-1999/2000 punktowało 25. najlepszych zawodniczek) wywalczyła 13 grudnia 1990 roku w Les Saisies, gdzie w tej samej konkurencji zajęła 25. miejsce. Pierwszy raz na podium zawodów pucharowych stanęła 17 grudnia 1992 roku w Pokljuce, kończąc rywalizację w biegu indywidualnym na trzeciej pozycji. W zawodach tych wyprzedziły ją tylko rodaczka - Anne Briand i Eva Háková z Czechosłowacji. W kolejnych startach jeszcze 36 razy stawała na podium, odnosząc przy tym osiem zwycięstw: 16 lutego 1995 roku w Anterselvie, 22 lutego 2000 roku w Oslo i 30 listopada 2000 roku w Anterselvie była najlepsza w biegach indywidualnych, 5 marca 1998 roku w Pokljuce i 22 stycznia 1999 roku w Anterselvie wygrywała sprinty, 23 stycznia 1999 roku w Anterselvie i 4 grudnia 1999 roku w Hochfilzen wygrywała biegi pościgowe, a 21 stycznia 2001 roku w Anterselvie zwyciężyła w biegu masowym. Najlepsze wyniki osiągnęła w sezonie 1999/2000, kiedy była trzecia w klasyfikacji generalnej, za Szwedką Magdaleną Forsberg i Ołeną Zubryłową z Ukrainy. W tym samym sezonie była też druga w klasyfikacjach biegu indywidualnego i pościgowego. Ponadto w sezonie 1997/1998 była trzecia w klasyfikacjach tych biegu pościgowego i sprintu, a w sezonie 2000/2001 była druga w klasyfikacji biegu indywidualnego.
Pierwszy medal wywalczyła na igrzyskach olimpijskich w Albertville w 1992 roku, gdzie wspólnie z Anne Briand i Véronique Claudel zwyciężyła w sztafecie. Był to debiut tej konkurencji w programie olimpijskim, Francuzki zostały więc pierwszymi w historii mistrzyniami olimpijskimi w sztafecie. Niogret zajęła tam też siódme miejsce w biegu indywidualnym i 17. miejsce w sprincie. Na rozgrywanych dwa lata później igrzyskach w Lillehammer wywalczyła brązowy medal w sztafecie, startując razem z Briand, Claudel i Delphyne Burlet. W biegu indywidualnym była piąta a sprint ukończyła na 27. miejscu. Podczas igrzysk olimpijskich w Nagano w 1998 roku indywidualnie plasowała się poza czołową dziesiątką, a w sztafecie była ósma. Brała też udział igrzyskach w Salt Lake City w 2002 roku, gdzie była między innymi dziewiąta w sprincie i sztafecie.
W 1993 roku wystąpiła na mistrzostwach świata w Borowcu, gdzie zdobyła złoty medal w biegu drużynowym oraz srebrny w sztafecie. Najlepsze wyniki osiągnęła podczas rozgrywanych dwa lata później mistrzostw świata w Anterselvie, gdzie cztery razy stawała na podium. Najpierw zdobyła brązowy medal w biegu drużynowym. Następnie zwyciężyła w biegu indywidualnym, zostając pierwszą w historii Francuzką, która tego dokonała. W zawodach tych wyprzedziła Niemkę Uschi Disl i Ekaterinę Dafowską z Bułgarii. Dwa dni później była trzecia w sprincie, ulegając Anne Briand i Uschi Disl. Ponadto razem z koleżankami zajęła drugie miejsce w sztafecie.
Na mistrzostwach świata w Ruhpolding w 1996 roku, gdzie była druga w sztafecie i trzecia w biegu drużynowym. Na rozgrywanych w 1998 roku mistrzostwach świata w Pokljuce/Hochfilzen zdobyła srebrny medal w biegu pościgowym. Rozdzieliła tam Magdalenę Forsberg i Niemkę Martinę Zellner. Srebrny medal zdobyła także w biegu indywidualnym podczas mistrzostw świata w Kontiolahti/Oslo w 1999 roku, tym razem plasując się między Ołeną Zubryłową i Rosjanką Albiną Achatową. Na tej samej imprezie zdobyła ostatni w swojej karierze medal drużynowy, zajmując trzecie miejsce w sztafecie.
Swój drugi indywidualny tytuł mistrzowski, ponownie w biegu indywidualnym, zdobyła na mistrzostwach świata w Oslo/Lahti w 2000 roku. Tym razem na podium wyprzedziła Chinkę Yu Shumei i Magdalenę Forsberg. Cztery dni później zajęła także trzecie miejsce w biegu masowym, ulegając Liv Grete Skjelbreid z Norwegii i Rosjance Galinie Kuklewej. Ostatni medal zdobyła podczas rozgrywanych rok później mistrzostw świata w Pokljuce, gdzie była druga w biegu pościgowym.
W międzyczasie wywalczyła złote medale w sprincie i sztafecie na mistrzostwach Europy w Grand-Bornand w 1995 roku. Ponadto 22 razy zdobywała mistrzostwo kraju. W 2001 roku odznaczona orderem Mérite.

## Osiągnięcia

### Igrzyska olimpijskie
| Rok  | Miejscowość    | Konkurencje | Konkurencje | Konkurencje | Konkurencje | Konkurencje | Konkurencje | Konkurencje |
| Rok  | Miejscowość    | IN          | SP          | PU          | MS          | RL          | MR          | SR          |
| ---- | -------------- | ----------- | ----------- | ----------- | ----------- | ----------- | ----------- | ----------- |
| 1992 | Albertville    | 7.          | 17.         | nd.         | nd.         | 1.          | nd.         | –           |
| 1994 | Lillehammer    | 5.          | 27.         | nd.         | nd.         | 3.          | nd.         | –           |
| 1998 | Nagano         | 16.         | 25.         | nd.         | nd.         | 8.          | nd.         | –           |
| 2002 | Salt Lake City | 21.         | 9.          | 27.         | nd.         | 9.          | nd.         | –           |

### Mistrzostwa świata
| Rok  | Miejscowość         | Konkurencje | Konkurencje | Konkurencje | Konkurencje | Konkurencje | Konkurencje | Konkurencje |
| Rok  | Miejscowość         | IN          | SP          | PU          | MS          | RL          | MR          | SR          |
| ---- | ------------------- | ----------- | ----------- | ----------- | ----------- | ----------- | ----------- | ----------- |
| 1993 | Borowec             | 14.         | 61.         | nd.         | nd.         | 2.          | nd.         | –           |
| 1994 | Canmore             | nd.         | nd.         | nd.         | nd.         | nd.         | nd.         | –           |
| 1995 | Anterselva          | 1.          | 3.          | nd.         | nd.         | 2.          | nd.         | –           |
| 1996 | Ruhpolding          | 17.         | 5.          | nd.         | nd.         | 2.          | nd.         | –           |
| 1997 | Osrblie             | 4.          | 17.         | 8.          | nd.         | 4.          | nd.         | –           |
| 1998 | Pokljuka/Hochfilzen | nd.         | nd.         | 2.          | nd.         | nd.         | nd.         | –           |
| 1999 | Kontiolahti/Oslo    | 2.          | 35.         | 32.         | 19.         | 3.          | nd.         | –           |
| 2000 | Oslo/Lahti          | 1.          | 12.         | 13.         | 3.          | 4.          | nd.         | –           |
| 2001 | Pokljuka            | 19.         | 5.          | 2.          | 16.         | 5.          | nd.         | –           |
| 2003 | Chanty-Mansyjsk     | 10.         | 31.         | 26.         | 23.         | 5.          | nd.         | –           |
| 2004 | Oberhof             | 38.         | 34.         | 20.         | –           | 5.          | nd.         | –           |

### Puchar Świata

#### Miejsca w klasyfikacji końcowej
| Sezon     | Miejsce |
| --------- | ------- |
| 1989/1990 | -       |
| 1990/1991 | 37.     |
| 1991/1992 | 22.     |
| 1992/1993 | 7.      |
| 1993/1994 | 15.     |
| 1994/1995 | 4.      |
| 1995/1996 | 11.     |
| 1996/1997 | 5.      |
| 1997/1998 | 4.      |
| 1998/1999 | 4.      |
| 1999/2000 | 3.      |
| 2000/2001 | 4.      |
| 2001/2002 | 23.     |
| 2002/2003 | 16.     |
| 2003/2004 | 30.     |

#### Miejsca na podium chronologicznie
| Lp. | Dzień        | Rok  | Miejscowość     | Konkurencja                | Lokata | Pudła   | Czas biegu | Strata  | Zwycięzca            |
| --- | ------------ | ---- | --------------- | -------------------------- | ------ | ------- | ---------- | ------- | -------------------- |
| 1.  | 17 grudnia   | 1992 | Pokljuka        | Bieg indywidualny na 15 km | 3.     | 0+0+0+0 | 52:36,0    | +1:38,5 | Anne Briand          |
| 2.  | 15 stycznia  | 1993 | Val Ridanna     | Bieg indywidualny na 15 km | 2.     | 1+1+0+0 | 49:53,2    | +1:58,8 | Anfisa Riezcowa      |
| 3.  | 13 stycznia  | 1994 | Ruhpolding      | Bieg indywidualny na 15 km | 3.     | 0+0+0+0 | 49:14,7    | +43,2   | Emmanuelle Claret    |
| 4.  | 16 lutego    | 1995 | Anterselva      | Bieg indywidualny na 15 km | 1.     | 1+0+0+0 | 51:16,3    | –       | –                    |
| 5.  | 18 lutego    | 1995 | Anterselva      | Sprint na 7,5 km           | 3.     | 0+2     | 24:00,6    | +6,4    | Anne Briand          |
| 6.  | 9 marca      | 1995 | Lahti           | Bieg indywidualny na 15 km | 3.     | 1+0+1+1 | 59:15,7    | +25,2   | Martina Halinárová   |
| 7.  | 9 stycznia   | 1997 | Ruhpolding      | Bieg indywidualny na 15 km | 3.     | 0+1+0+0 | 46:10,3    | +54,6   | Annette Sikveland    |
| 8.  | 18 stycznia  | 1997 | Anterselva      | Sprint na 7,5 km           | 3.     | 0+0     | 23:16,8    | +20,5   | Uschi Disl           |
| 9.  | 8 stycznia   | 1998 | Ruhpolding      | Sprint na 7,5 km           | 3.     | 0+0     | 23:23,0    | +6,6    | Magdalena Forsberg   |
| 10. | 10 stycznia  | 1998 | Ruhpolding      | Sprint na 7,5 km           | 3.     | 0+0     | 23:39,9    | +8,3    | Petra Behle          |
| 11. | 5 marca      | 1998 | Pokljuka        | Sprint na 7,5 km           | 1.     | 0+0     | 25:02,8    | –       | –                    |
| 12. | 8 marca      | 1998 | Pokljuka        | Bieg pościgowy na 10 km    | 2.     | 0+0+1+0 | 37:58,6    | +1:06,9 | Magdalena Forsberg   |
| 13. | 11 grudnia   | 1998 | Hochfilzen      | Sprint na 7,5 km           | 2.     | 0+0     | 22:34,7    | +20,5   | Magdalena Forsberg   |
| 14. | 12 grudnia   | 1998 | Hochfilzen      | Bieg pościgowy na 10 km    | 2.     | 1+1+0+0 | 32:47,0    | +12,7   | Magdalena Forsberg   |
| 15. | 13 grudnia   | 1998 | Hochfilzen      | Bieg indywidualny na 15 km | 3.     | 0+0+1+1 | 45:35,7    | +2:10,8 | Uschi Disl           |
| 16. | 13 stycznia  | 1999 | Ruhpolding      | Bieg masowy na 12,5 km     | 3.     | 1+0+0+0 | 41:10,7    | +39,2   | Uschi Disl           |
| 17. | 16 stycznia  | 1999 | Ruhpolding      | Sprint na 7,5 km           | 2.     | 0+0     | 23:40,7    | +1,0    | Ołena Zubryłowa      |
| 18. | 17 stycznia  | 1999 | Ruhpolding      | Bieg pościgowy na 10 km    | 2.     | 0+1+0+1 | 30:03,5    | +5,1    | Ołena Zubryłowa      |
| 19. | 22 stycznia  | 1999 | Anterselva      | Sprint na 7,5 km           | 1.     | 0+0     | 22:53,0    | –       | –                    |
| 20. | 23 stycznia  | 1999 | Anterselva      | Bieg pościgowy na 10 km    | 1.     | 0+2+0+0 | 33:52,6    | –       | –                    |
| 21. | 11 marca     | 1999 | Oslo            | Bieg indywidualny na 15 km | 2.     | 0+0+0+0 | 43:28,1    | +2;03,9 | Ołena Zubryłowa      |
| 22. | 3 grudnia    | 1999 | Hochfilzen      | Bieg indywidualny na 15 km | 3.     | 0+0+1+0 | 43:52,4    | +37,8   | Galina Kuklewa       |
| 23. | 4 grudnia    | 1999 | Hochfilzen      | Bieg pościgowy na 10 km    | 1.     | 0+0+0+1 | 29:35,1    | –       | –                    |
| 24. | 9 grudnia    | 2000 | Pokljuka        | Sprint na 7,5 km           | 3.     | 0+0     | 24:39,5    | +5,0    | Magdalena Forsberg   |
| 25. | 16 stycznia  | 2000 | Ruhpolding      | Bieg pościgowy na 10 km    | 2.     | 0+0+0+0 | 31:08,3    | +12,9   | Martina Zellner      |
| 26. | 22 lutego    | 2000 | Oslo            | Bieg indywidualny na 15 km | 1.     | 0+0+0+0 | 45:30,9    | –       | –                    |
| 27. | 26 lutego    | 2000 | Oslo            | Bieg masowy na 12,5 km     | 3.     | 0+0+1+1 | 38:51,7    | +23,6   | Liv Grete Skjelbreid |
| 28. | 18 marca     | 2000 | Chanty-Mansyjsk | Bieg pościgowy na 10 km    | 2.     | 1+0+0+0 | 34:09,8    | +38,7   | Magdalena Forsberg   |
| 29. | 30 listopada | 2000 | Anterselva      | Bieg indywidualny na 15 km | 1.     | 0+1+0+0 | 48:06,9    | –       | –                    |
| 30. | 1 grudnia    | 2000 | Anterselva      | Sprint na 7,5 km           | 2.     | 1+0     | 22:44,9    | +49,8   | Ołena Zubryłowa      |
| 31. | 8 grudnia    | 2000 | Anterselva      | Bieg pościgowy na 10 km    | 2.     | 1+0+0+0 | 36:10,2    | +10,5   | Magdalena Forsberg   |
| 32. | 14 grudnia   | 2000 | Anterselva      | Bieg indywidualny na 15 km | 3.     | 0+1+0+1 | 45:55,7    | +9,8    | Sandrine Bailly      |
| 33. | 5 stycznia   | 2001 | Oberhof         | Sprint na 7,5 km           | 3.     | 1+0     | 22:08,1    | +1:02,0 | Magdalena Forsberg   |
| 34. | 21 stycznia  | 2001 | Anterselva      | Bieg masowy na 12,5 km     | 1.     | 1+0+1+0 | 39:49,1    | –       | –                    |
| 35. | 4 lutego     | 2001 | Pokljuka        | Bieg pościgowy na 10 km    | 2.     | 0+0+0+1 | 32:13,5    | +25,0   | Liv Grete Poirée     |
| 36. | 3 marca      | 2001 | Soldier Hollow  | Bieg pościgowy na 10 km    | 3.     | 0+0+0+0 | 31:30,8    | +34,1   | Magdalena Forsberg   |
| 37. | 26 stycznia  | 2003 | Anterselva      | Bieg masowy na 12,5 km     | 3.     | 0+0+0+1 | 36:42,8    | +28,6   | Albina Achatowa      |